# Abanga-Bigné
Abanga-Bigné é um departamento da província de Moyen-Ogooué, no Gabão.